# Liste der Monuments historiques in Saint-Quentin-les-Marais
Die Liste der Monuments historiques in Saint-Quentin-les-Marais führt die Monuments historiques in der französischen Gemeinde Saint-Quentin-les-Marais auf.

## Liste der Objekte
| Bezeichnung               | Beschreibung                                                    | Standort                        | Kennzeichnung | Schutzstatus | Datum | Bild |
| ------------------------- | --------------------------------------------------------------- | ------------------------------- | ------------- | ------------ | ----- | ---- |
| Skulptur Madonna mit Kind | Stein, farbig gefasst, 16. Jahrhundert; in der Mairie deponiert | in der Kirche St-Quentin (Lage) | PM51001007    | Classé       | 1966  |      |